# Sofiane Alakouch
Sofiane Alakouch (en árabe: سُفْيَان الْعَكُّوش‎; Nimes, 29 de julio de 1998) es un futbolista francés nacionalizado marroquí. Juega de defensa y su equipo es el Paris F. C. de la Ligue 1.

## Selección nacional
Alakouch tiene ascendencia marroquí. En agosto de 2017 fue citado a formar parte de la selección de Marruecos.
Jugó con la selección de Francia sub-19 en 2017 y jugó en el Torneo Esperanzas de Toulon de 2018 con la selección sub-21 francesa.

## Estadísticas
Actualizado al último partido disputado el 3 de enero de 2025.
| Club                                                                     | Div.          | Temporada     | Liga  | Liga  | Copas nacionales(1) | Copas nacionales(1) | Total | Total |
| Club                                                                     | Div.          | Temporada     | Part. | Goles | Part.               | Goles               | Part. | Goles |
| ------------------------------------------------------------------------ | ------------- | ------------- | ----- | ----- | ------------------- | ------------------- | ----- | ----- |
| Nîmes Olympique II Francia                                               | 5.ª           | 2015-16       | 2     | 0     | −                   | −                   | 2     | 0     |
| Nîmes Olympique II Francia                                               | 5.ª           | 2016-17       | 8     | 0     | −                   | −                   | 8     | 0     |
| Nîmes Olympique II Francia                                               | Total club    | Total club    | 10    | 0     | 0                   | 0                   | 10    | 0     |
| Nîmes Olympique Francia                                                  | 2.ª           | 2015-16       | 1     | 0     | 0                   | 0                   | 1     | 0     |
| Nîmes Olympique Francia                                                  | 2.ª           | 2016-17       | 20    | 0     | 1                   | 0                   | 21    | 0     |
| Nîmes Olympique Francia                                                  | 2.ª           | 2017-18       | 30    | 0     | 3                   | 0                   | 33    | 0     |
| Nîmes Olympique Francia                                                  | 1.ª           | 2018-19       | 25    | 1     | 3                   | 0                   | 28    | 1     |
| Nîmes Olympique Francia                                                  | 1.ª           | 2019-20       | 17    | 0     | 1                   | 0                   | 18    | 0     |
| Nîmes Olympique Francia                                                  | 1.ª           | 2020-21       | 22    | 0     | 0                   | 0                   | 22    | 0     |
| Nîmes Olympique Francia                                                  | Total club    | Total club    | 115   | 1     | 8                   | 0                   | 123   | 1     |
| F. C. Metz Francia                                                       | 1.ª           | 2021-22       | 4     | 0     | 1                   | 0                   | 5     | 0     |
| F. C. Lausana-Sport Suiza                                                | 1.ª           | 2021-22       | 11    | 0     | ―                   | ―                   | 11    | 0     |
| F. C. Lausana-Sport Suiza                                                | Total club    | Total club    | 11    | 0     | 0                   | 0                   | 11    | 0     |
| F. C. Metz Francia                                                       | 2.ª           | 2022-23       | 5     | 0     | 1                   | 0                   | 6     | 0     |
| F. C. Metz Francia                                                       | Total club    | Total club    | 9     | 0     | 2                   | 0                   | 11    | 0     |
| Paris F. C. Francia                                                      | 2.ª           | 2023-24       | 12    | 1     | 1                   | 0                   | 13    | 1     |
| Paris F. C. Francia                                                      | 2.ª           | 2024-25       | 1     | 0     | 0                   | 0                   | 1     | 0     |
| Paris F. C. Francia                                                      | Total club    | Total club    | 13    | 1     | 1                   | 0                   | 14    | 1     |
| Total carrera                                                            | Total carrera | Total carrera | 158   | 2     | 11                  | 0                   | 169   | 2     |
| (1) Incluye datos de la Copa de Francia y la Copa de la Liga de Francia. |               |               |       |       |                     |                     |       |       |